# 雅樂思餅乾
雅乐思饼干（英語：Arnott's Biscuits Limited）是一家澳大利亞餅乾和休閒食品生產商。成立於1865年，是澳大利亞最大的餅乾生產商，現為KKR的子公司。

## 歷史

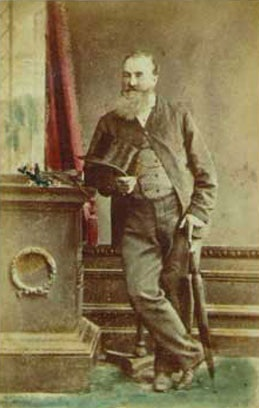
創辦人威廉·阿諾特

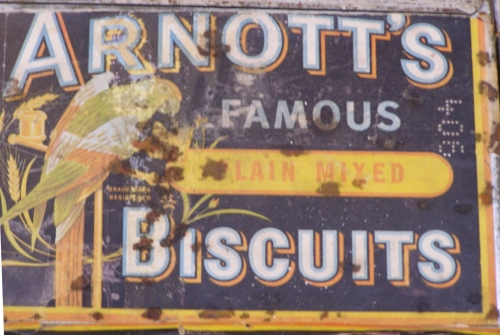
博物館展示雅樂思早期餅乾罐（澳洲新南威爾斯）

1847年，蘇格蘭移民威廉·阿諾特在澳洲新南威爾士州莫佩斯開了一家麵包店。1865年，他將商店搬到紐卡斯爾亨特街，為市民和停靠在當地港口的船隻提供麵包、餡餅和餅乾。直到1975年，該公司皆由威廉的後代擔任董事長。之後在一系列的併購下，公司規模逐漸擴大。
1997年，雅樂思由自1980年代以來一直是股東的金寶湯公司全面收購，就此雅樂思成為金寶湯公司的全資子公司。
2019年7月，金寶湯公司同意以22億美元的價格將雅樂思出售給KKR。

## 標誌
自1870年代以來，雅樂思一直以金剛鸚鵡作為品牌的標誌。創始人威廉·阿諾特由蘇格蘭返回澳洲後收到一位船長贈送的彩色金剛鸚鵡作為禮物。隨後，阿諾特的兒媳對這隻鳥產生了濃厚的興趣，並繪製了標誌。

## 外部連結
- 官方网站
- 官方Facebook頁面
- Arnotts Taiwan雅樂思 - Facebook